# Ashley Taylor (Schauspieler, 1968)
Ashley Taylor (* 23. Juni 1968 in East London, Ostkap) ist ein südafrikanischer Schauspieler, Synchronsprecher und Komiker.

## Leben
Ashley wurde am 23. Juni 1968 im südafrikanischen East London geboren. Er wuchs mit einem Bruder und einer Schwester in Sichtweite des Meeres auf. Er besuchte die Selborne Primary and College. Während dieser Zeit wurde sein Interesse an Kunst, Musik und Literatur geweckt. Mit 17 schloss er die Schule ab und wurde für das Rotary-Austauschprogramm ausgewählt. 1985 studierte er in Australien, promotete allerdings in Südafrika. Nach seiner Rückkehr studierte er vier Jahre lang an der Rhodes-Universität in Makhanda. Er machte seinen Bachelor of Arts und einen Honours Degree in Dramatic Arts. Während dieser Zeit spielte er Hauptrollen beim International Grahamstown Festival in Produktionen wie Come Back to the Five und Dime Jimmy Dean, The Crucible und Midsummer Nights Dream. Ein Stipendium ermöglichte ihm ein weiteres Studienjahr an der Universität Kapstadt, wo er ein Hochschuldiplom in Pädagogik absolvierte. Obwohl seine Leidenschaft für die Künste von größter Bedeutung war, frönte er seiner Liebe zum Unterrichten im folgenden Jahr, indem er Englisch am Selborne College unterrichtete. 1993 eröffnete er in East London eine Schauspielschule, The A.R.T Studio.
Allerdings verlor er nie das Interesse an der Schauspielerei und zog später nach Johannesburg, um sie erneut hauptberuflich auszuüben. Er war an lokalen, aber auch internationalen Theaterproduktionen wie Hair, The Buddy Holly Story, Mojo oder African Tales beteiligt. Er startete Mitte der 1990er Jahre als Fernsehschauspieler und verkörperte anfänglich überwiegend Soldaten verschiedenster Ränge. Nationalem Publikum wurde er durch seine Darstellung des Clinton Lamberti in der Fernsehserie Isidingo zwischen 1998 und 2003 bekannt. 2003 war er in Stander als Cor van Deventer an der Seite von Thomas Jane und Dexter Fletcher zu sehen. 2007 hatte er eine Nebenrolle im Thriller Prey. 2019 spielte er im deutschen Fernsehfilm Schwiegereltern im Busch die Rolle des Piet.

## Filmografie (Auswahl)
- 1995: Soldier Soldier (Fernsehserie, 3 Episoden)
- 1997: Carpe Diem (Fernsehserie)
- 1997: Black Velvet Band (Fernsehfilm)
- 1998–2003: Isidingo (Fernsehserie)
- 2001: Cold Revenge – Ohne Kontrolle (Styx)
- 2003: Stander
- 2007: Prey
- 2009: Invictus – Unbezwungen (Invictus)
- 2011: Winnie
- 2012: S.I.E.S. (Fernsehserie)
- 2012: Everyman’s Taxi
- 2016: Jadotville
- 2016: Hatchet Hour
- 2018: Spoorloos (Fernsehserie)
- 2019: Schwiegereltern im Busch
- 2020: Black Beauty